# Kleine Mausspinne
Die Kleine Mausspinne (Scotophaeus blackwalli), oft vereinfacht und wie die Gattung auch als Mausspinne bezeichnet, ist eine Spinne aus der Familie der Plattbauchspinnen (Gnaphosidae). Die einst lediglich paläarktisch verbreitete Art wurde auch in Nordamerika sowie Peru eingeführt, wo sie sich etablieren konnte.
Die im englischen Sprachraum angewandte Trivialbezeichnung Mouse spider, die übersetzt ebenfalls „Mausspinne“ bedeutet, teilt sie mit der nicht näher verwandten und in Australien verbreiteten Kleinen Rotkopf-Mausspinne (Missulena occatoria), deren Biss auch beim Menschen mit medizinisch relevanten Folgen verlaufen kann. Im Gegensatz zu dieser ist die Kleine Mausspinne für den Menschen allerdings vollkommen harmlos.

## Merkmale

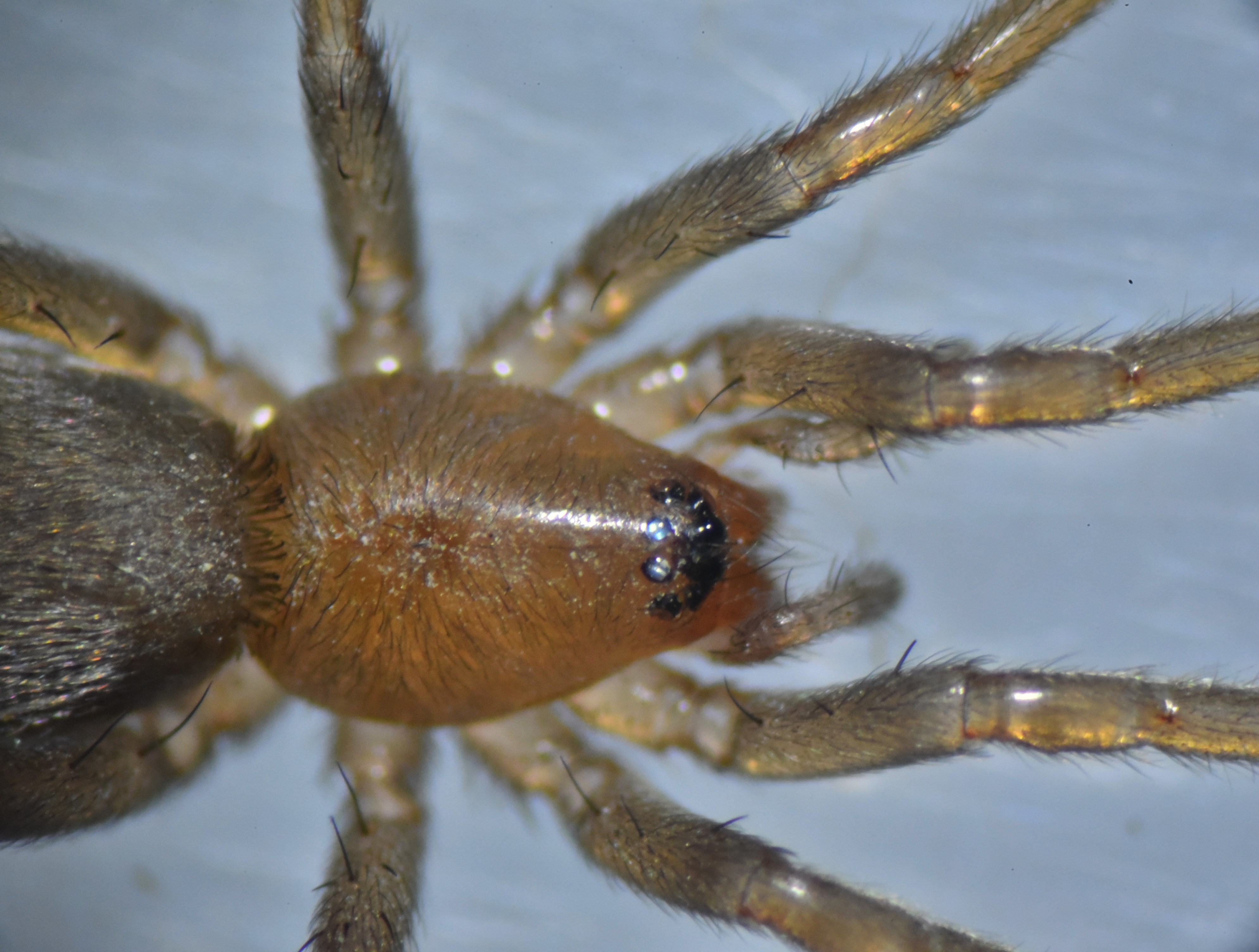
Prosoma eines Weibchens

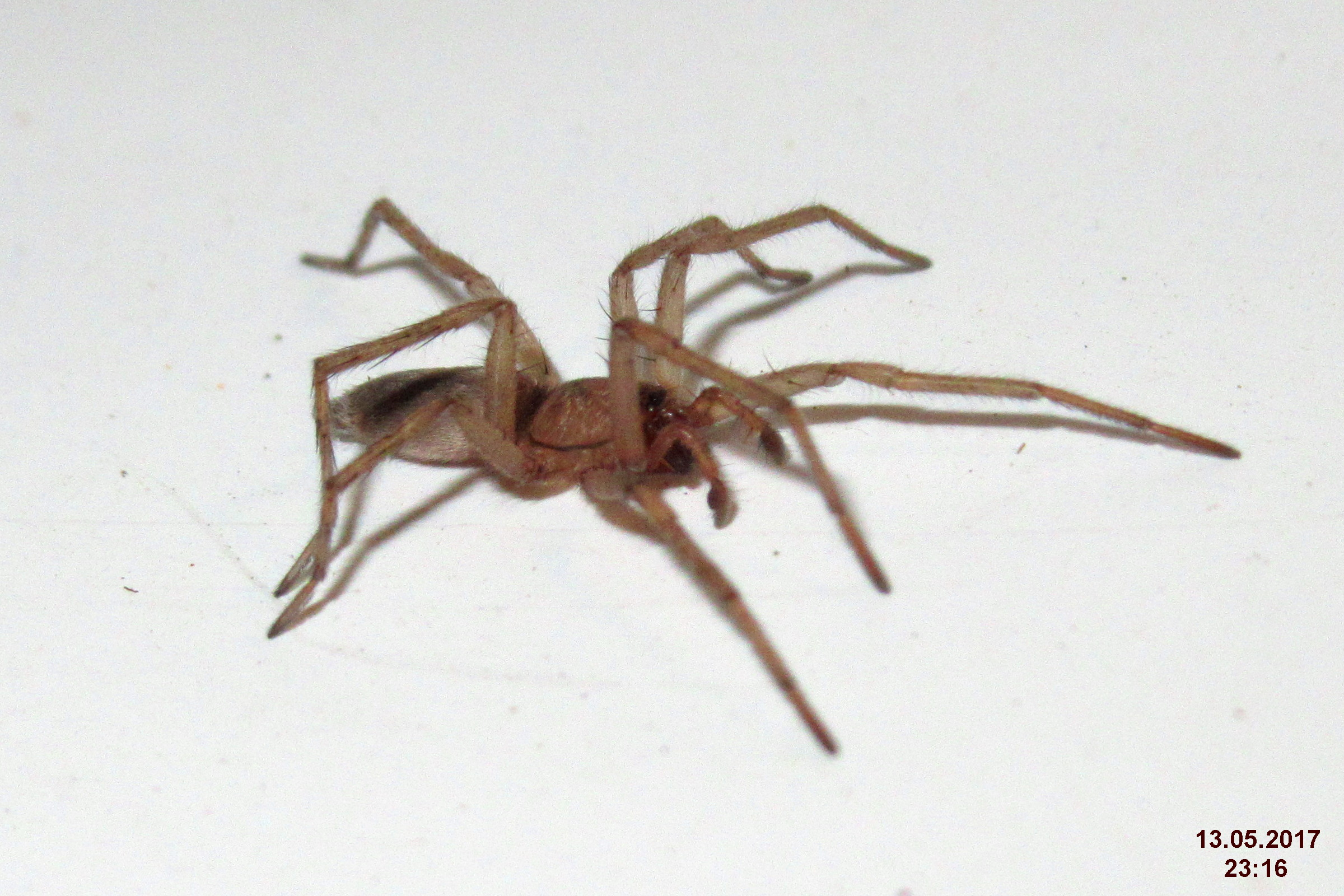
Männchen

Das Weibchen der Kleinen Mausspinne erreicht eine Körperlänge von sieben bis 11,7 und das Männchen eine von 4,7 bis 9,3 Millimetern. Wie viele Plattbauchspinnen und auch alle Mausspinnen (Scotophaeus) zeichnet sich auch diese Art durch eine kontrastarme Farbgebung aus.
Die Grundfärbung der Kleinen Mausspinne ist hell- bis rotbraun, wobei jedoch die Beine und Pedipalpen (umgewandelte Extremitäten im Kopfbereich) dunkler erscheinen, ebenso der Carapax (Rückenschild des Prosomas bzw. Vorderkörpers) auf der Frontseite sowie die Cheliceren (Kieferklauen).
Die Femora (Schenkel) des dritten und des vierten Beinpaares verfügen zusätzlich über je drei auf der Dorsalseite befindliche Stacheln. Neben den genitalmorphologischen Merkmalen ist diese Beinbestachelung für eine genaue Abgrenzung der Kleinen Mausspinnen von ähnlichen Arten der Gattung notwendig.
Das Opisthosoma (Hinterleib) weist eine dorsal angelegte und bei lebenden Individuen silbrig glänzende Behaarung auf. Wie bei den anderen Arten der Mausspinnen  ist auch bei der Kleinen Mausspinne neben der Fortbewegungsweise die Erscheinung des Opisthosomas, das an eine Maus erinnert, namensgebend.

### Aufbau der Geschlechtsorgane
Jeder einzelne Bulbus (männliches Geschlechtsorgan) weist eine Tibialapophyse (chitinisierter Fortsatz) auf, die kürzer ist als die Tibia (Schiene) dieser Extremität selbst. Vorne ist dieser Fortsatz zugespitzt. Der ansonsten kurze und gerade verlaufende Embolus (Einfuhrorgan des Bulbus) ist auf der Distalseite s-förmig gekrümmt.
Die Epigyne (weibliches Geschlechtsorgan) ist insgesamt flach und im Vergleich zur Körpergröße der Spinne klein. Am vorderen Rand befindet sich eine kleine, nach hinten gerichtete Vorwölbung. Die Vulva weist median angelegte, große und kugelig aufgeblähte Drüsen auf, die bei der Kleinen Mausspinne erheblich größer als bei den anderen mitteleuropäischen Arten sind.

### Ähnliche Arten

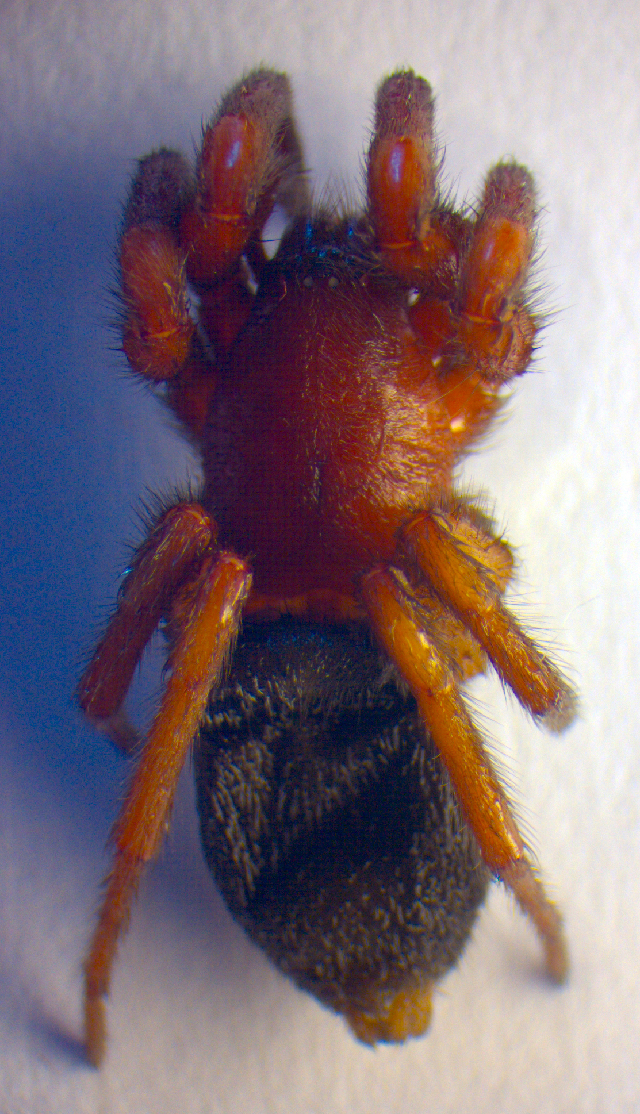
Weibchen der Gefleckten Mausspinne (Scotophaeus scutulatus)

Die Kleine Mausspinne ähnelt den anderen Arten der Gattung der Mausspinnen und kann auch von den drei anderen in Mitteleuropa vorkommenden Arten dieser Gattung zumeist nur sicher durch genitalmorphologische Merkmale und die Bestachelung der Femora des dritten und des vierten Beinpaares unterschieden werden.
Die ebenfalls in Mitteleuropa verbreitete und zur gleichen Gattung zählende Gefleckte Mausspinne (Scotophaeus scutulatus) etwa besitzt lediglich zwei Stacheln anstelle von drei. Die Lage der Bestachelung ist bei beiden Arten jedoch gleich.

## Vorkommen

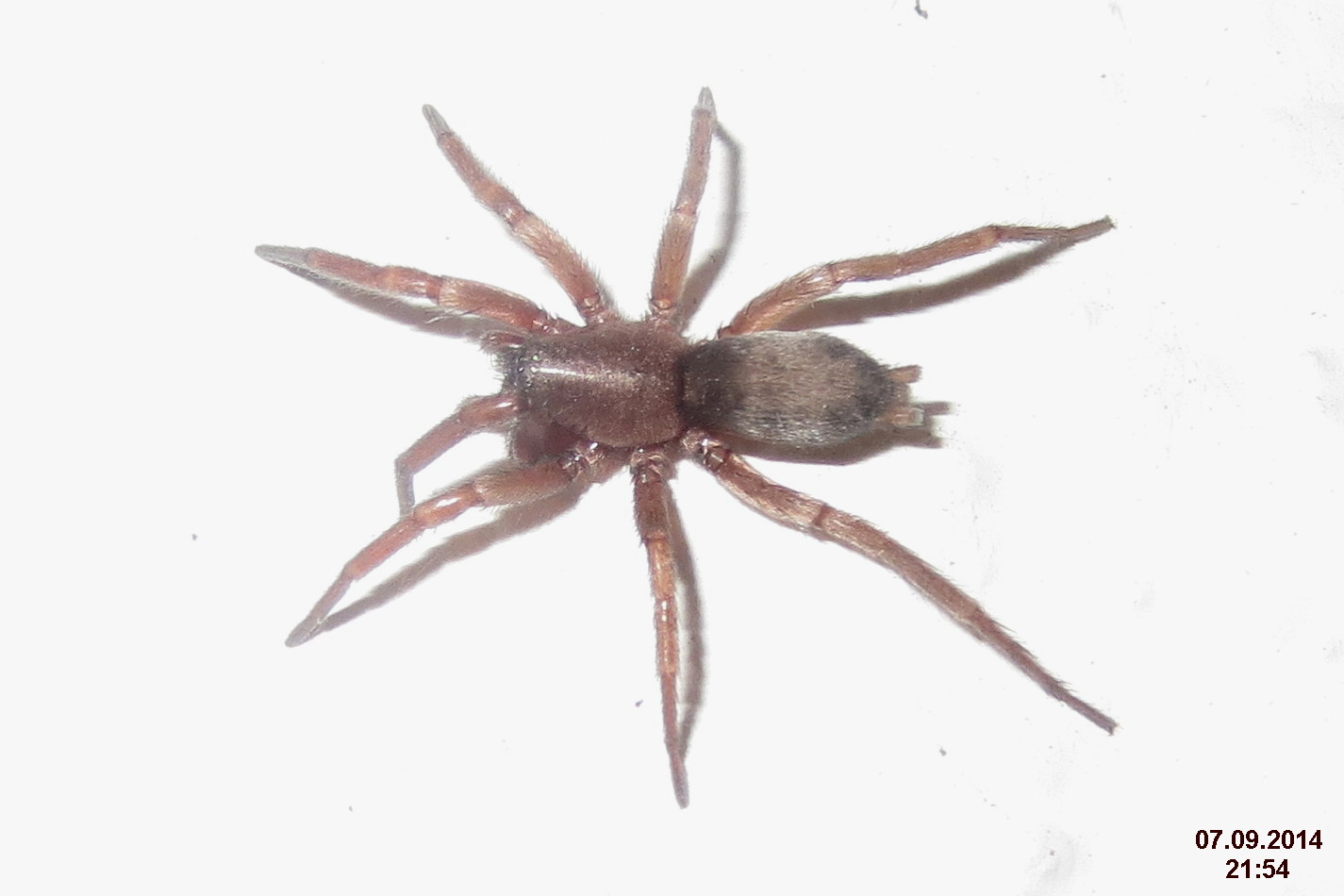
Weibchen der Kleinen Mausspinne in einer Wohnung in der englischen Stadt Windsor.

Die Kleine Mausspinne war ursprünglich nur in Europa (vorwiegend Nordwesteuropa), Tunesien, Teilen Kaukasiens und dem Iran verbreitet, wobei sie in vielen Teilen Nordosteuropas nicht nachgewiesen ist. Gleiches gilt auch für Nowaja Semlja, Island, Finnland, Nordirland, Tschechien, die Republik Moldau, Slowenien, Bosnien und Herzegowina, die gesamte Türkei, Armenien und Aserbaidschan.
In Nordamerika wurde die Kleine Mausspinne in den Vereinigten Staaten eingeführt, wo sie bislang in den westlichen US-Bundesstaaten Kalifornien, Colorado, Oregon, Washington und Hawaii vorkommt. Mit Funden der Art aus Peru ist sie mittlerweile auch in Südamerika nachgewiesen.

### Lebensräume

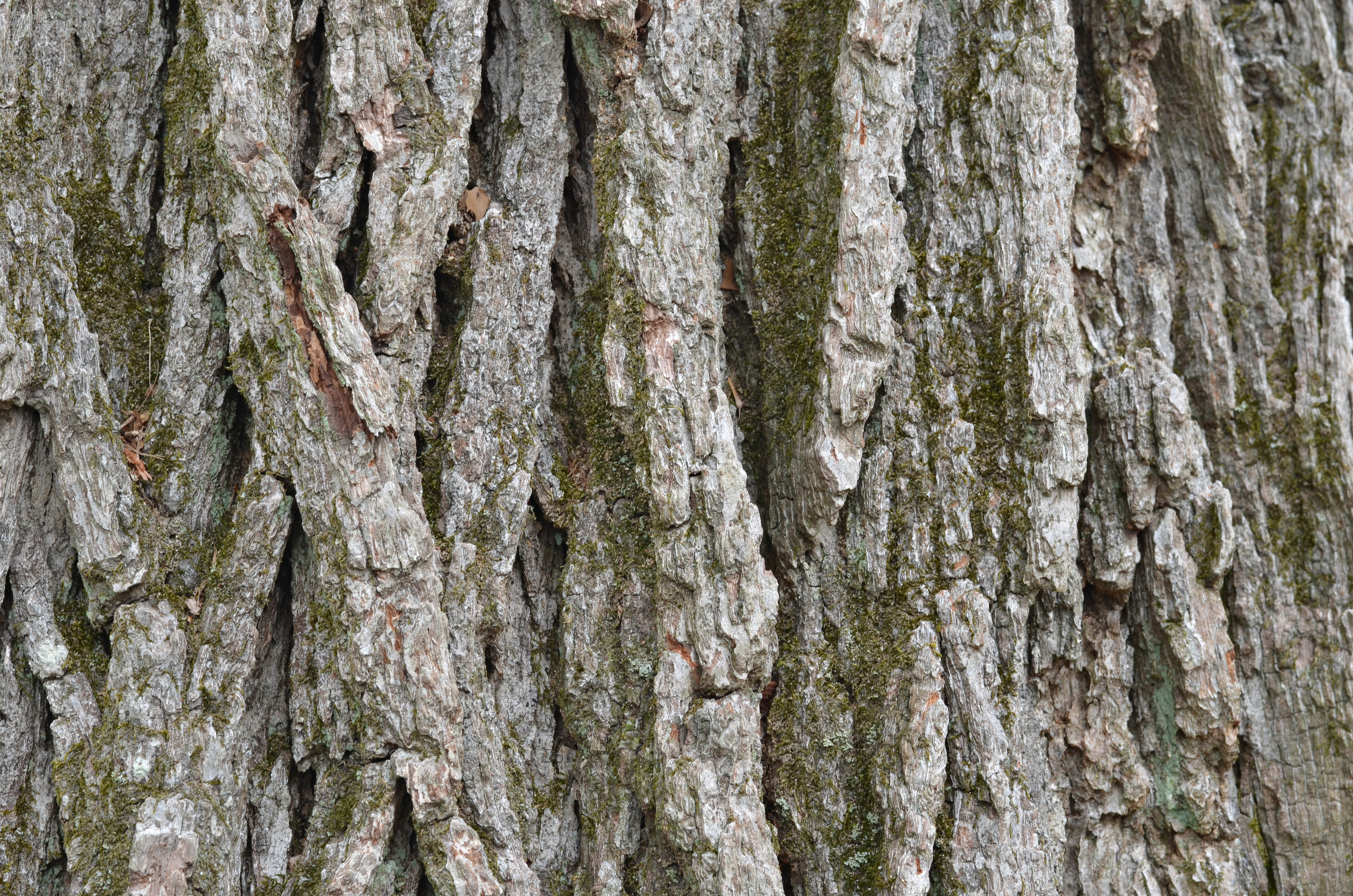
In freier Natur ist die Kleine Mausspinne häufig etwa unter Baumrinde (hier die einer Zweifarbigen Eiche (Quercus bicolor)) vorzufinden.

Die Kleine Mausspinne ist in freier Natur unter der Rinde von Bäumen und in Baumstümpfen zu finden. Das Auftreten der Art in Gärten und in Buschlandschaften ist auch belegt.
Darüber hinaus zeigt die Kleine Mausspinne besonders in den nördlichen Teilen ihres Verbreitungsgebietes, darunter im Norden Großbritanniens und besonders in den Vereinigten Staaten eine stark ausgeprägte Synanthropie (menschliche Siedlungsbereiche bevorzugend), sodass sie dort auch im Inneren von Gebäuden angetroffen werden kann. In urbanen Regionen ist sie außerdem an Holzzäunen und unter der Rinde von abgestorbenen Bäumen zu finden.
Die Kleine Mausspinne kann bis zu einer Höhe von 400 Metern über dem Meeresspiegel vorkommen.

### Bedrohung und Schutz
Die allgemeine Häufigkeit der Kleinen Mausspinne fällt je nach geographischer Lage unterschiedlich aus. Akute Bestandsgefährdungen der Art liegen wohl aber nicht vor.
Im Vereinigten Königreich etwa ist die Kleine Mausspinne besonders in England und Wales und besonders in den Grafschaften Leicestershire und Rutland häufig, dafür aber seltener in Schottland anzutreffen. Nördlich endet das Hauptverbreitungsgebiet in der Grafschaft Kincardineshire. Die IUCN listet die Art im Vereinigten Königreich in der Kategorie LC („least concern“). Damit unterliegt sie dort keinem Schutzstatus.
In Deutschland hingegen ist die Kleine Mausspinne deutlich seltener. In der Roten Liste gefährdeter Arten Tiere, Pflanzen und Pilze Deutschlands wird die Kleine Mausspinne dennoch als „ungefährdet“ gestuft, womit sie auch hier keinen gesetzlichen Schutz genießt.
Der allgemeine Bestand der Kleinen Mausspinne wird von der IUCN nicht gewertet.

## Lebensweise

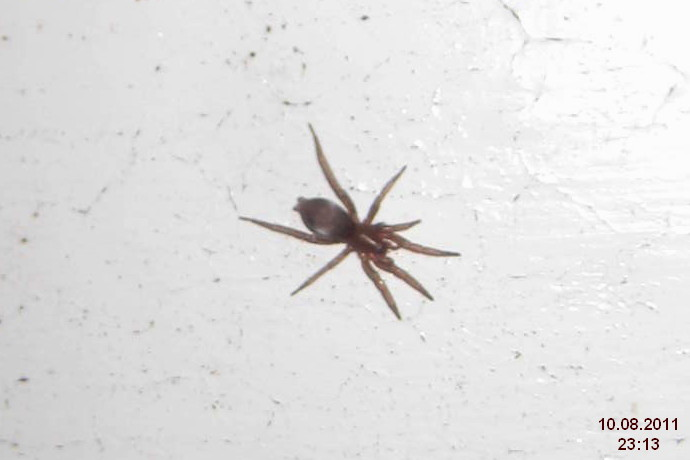
Aktives Weibchen bei Nacht

Die Kleine Mausspinne ist wie die meisten Arten der Plattbauchspinnen nachtaktiv und teilt mit den anderen Vertretern dieser Familie auch ihre schnelle Fortbewegung, von der sie gelegentlich ruckartig zum Stillstand kommt. In dieser Bewegungsweise erinnert die Spinne zusammen mit der optischen Erscheinung ihres Opisthosomas an eine Maus, was wie bei den anderen Arten der Gattung zum Begriff „Mausspinne“ geführt hat.
Den Tag verbringt die Art wie andere nachtaktive Plattbauchspinnen in einem Wohngespinst.

### Jagdverhalten und Beutefang

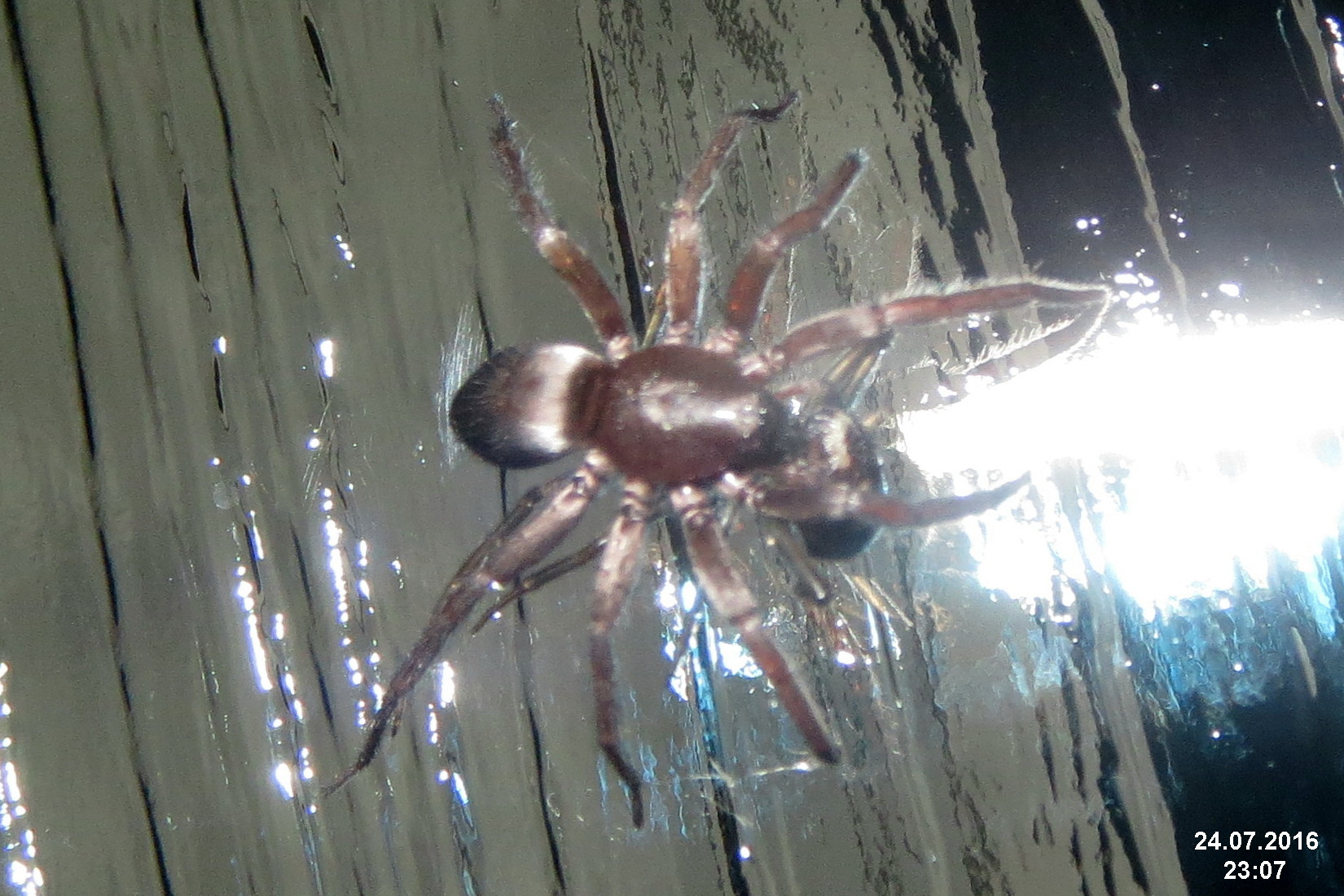
Weibchen mit Beute

Die Kleine Mausspinne lebt wie fast alle Spinnen räuberisch, legt jedoch wie die anderen Plattbauchspinnen kein Spinnennetz zum Beutefang an, sondern jagt freilaufend als Hetzjäger. Das Jagdverhalten als solches weicht nicht von dem anderer Vertreter der Familie ab, womit auch diese Art ihre Beute entweder mithilfe eines direkten Sprungangriffs sowie einem währenddessen erfolgenden Giftbisses außer Gefecht setzt oder sie bei wehrhaftem Verhalten des  Beutetiers zuerst mit Spinnenseide immobilisiert (siehe dazu den Abschnitt „Jagdweisen“ im Artikel Plattbauchspinnen).
Die Kleine Mausspinne erbeutet bevorzugt kleinere Insekten, ist allerdings auch dafür bekannt, bereits tote Individuen als Nahrung anzunehmen.

### Lebenszyklus
Wie viele in den gemäßigten Klimazonen verbreitete Spinnenarten weist auch die Kleine Mausspinne einen über die Jahreszeiten aufgeteilten Lebenszyklus auf, der in mehrere Abschnitte gegliedert ist.

#### Phänologie
Die Aktivitätszeit ausgewachsener Individuen erstreckt sich bei beiden Geschlechtern der Kleinen Mausspinne auf das ganze Jahr. Am aktivsten sind diese jedoch im Sommer bis in den Herbst.

#### Fortpflanzung

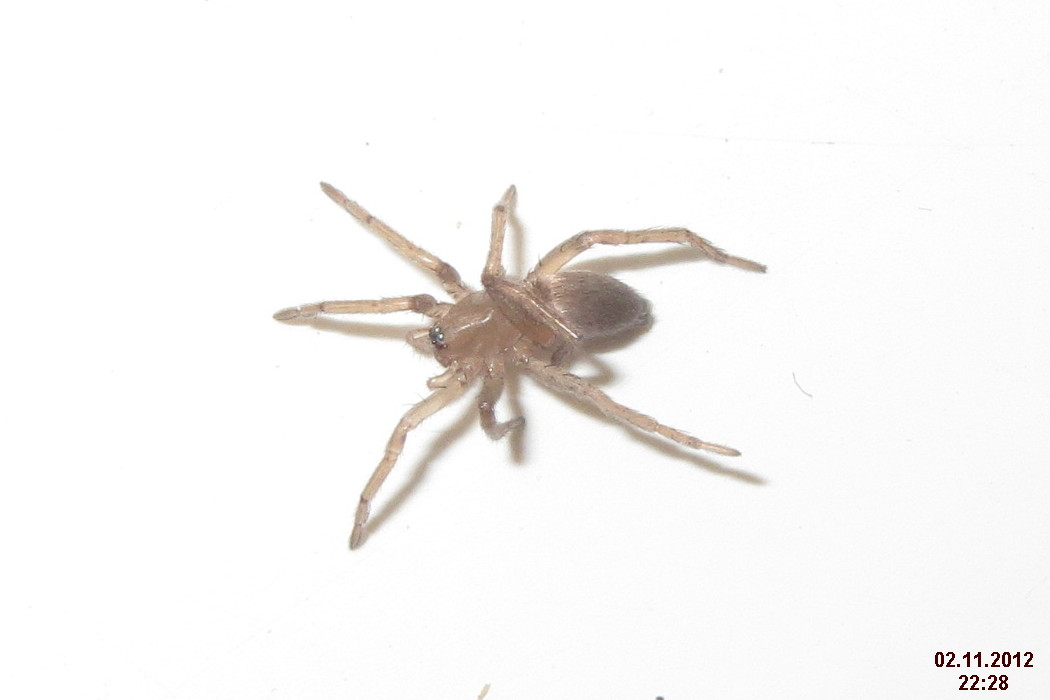
Jungtier

Wie bei vielen anderen Plattbauchspinnen ist auch das Paarungsverhalten der Kleinen Mausspinne unerforscht. Ein begattetes Weibchen legt um sich herum eine aus Spinnenseide gefertigte Brutkammer an, an deren Wand sie direkt einen für die Familie typischen scheibenförmigen Eikokon mit einem Durchmesser von 10 bis 12 Millimetern fertigt, der etwa 50 bis 130 Eier enthält. Der Kokon wird oben durch eine dickere Schicht aus Spinnenseide abgeschlossen. Das Weibchen selber bewacht wie bei Plattbauchspinnen üblich seinen Eikokon bis zum Schlupf der Jungtiere.

## Systematik
Die Kleine Mausspinne wurde bei ihrer Erstbeschreibung 1871 vom Autor Tord Tamerlan Teodor Thorell wie damals alle Plattbauchspinnen in die heute nicht mehr bestehende Gattung Drassus eingeordnet und erhielt die Bezeichnung Drassus blackwallii. Von Władysław Kulczyński wurde sie erstmals in die Gattung der Mausspinnen (Scotophaeus) unter ihrer noch heute geltenden Bezeichnung Scotophaeus blackwalli eingegliedert, die seit einer 1977 durchgeführten Revision der Gattung der Mausspinnen seitens Norman Ira Platnick und Mohammad Umar Shadab durchgehend angewandt wird. Mit dem Artennamen blackwalli soll der britische Naturforscher John Blackwall geehrt werden.
Die Kleine Mausspinne weist drei Unterarten auf:
- S. blackwalli isabellinus (Simon, 1873), auf Korsika und in Italien sowie Kroatien verbreitet
- S. blakwalli politus (Simon, 1878), in Teilen Frankreichs vorkommen
- S. blackwalli blackwalli (Thorell, 1871), Nominatform, in allen anderen Teilen des Verbreitungsgebiets

## Galerie

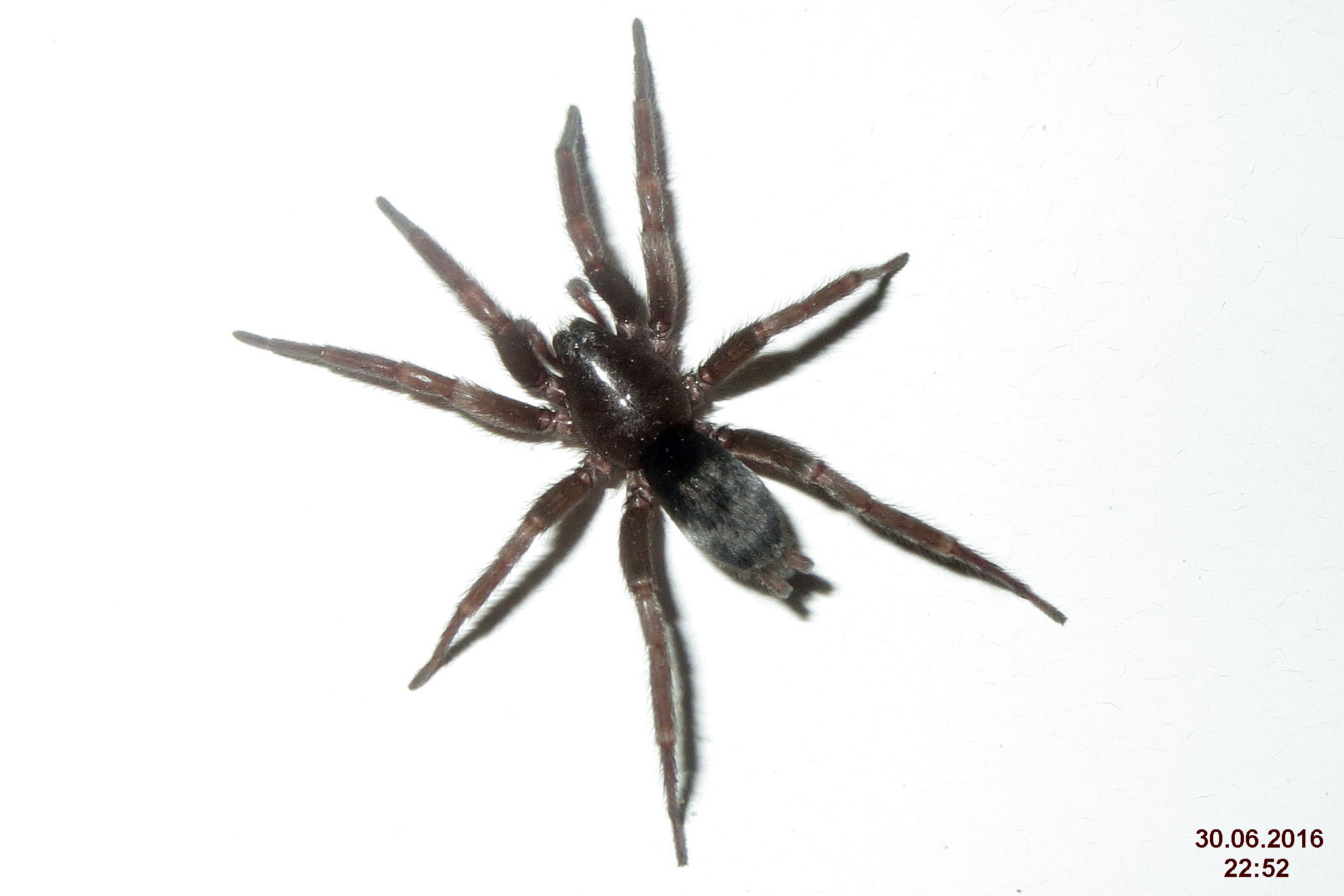
Dorsalansicht eines Weibchens
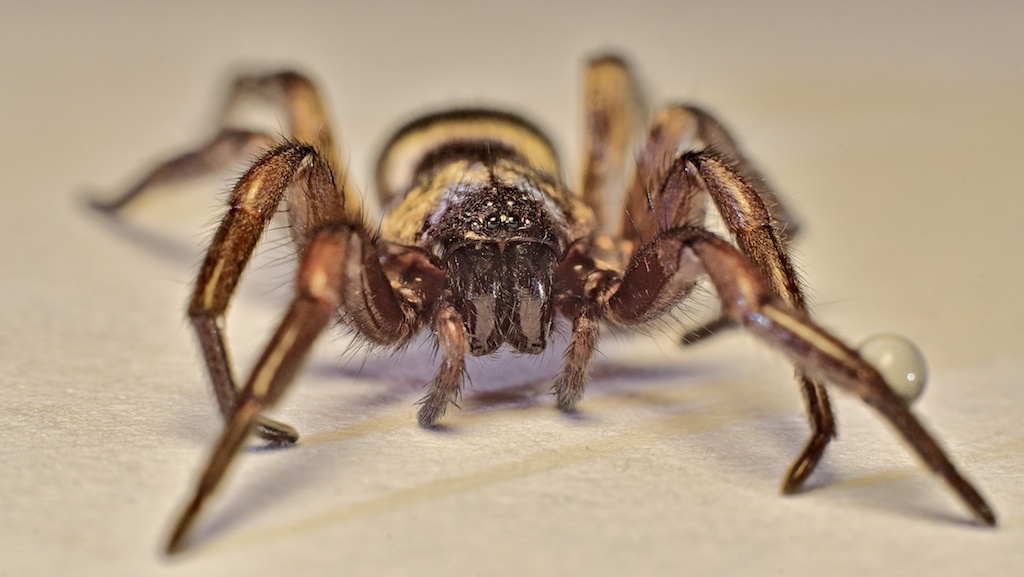
Frontalansicht eines Weibchens
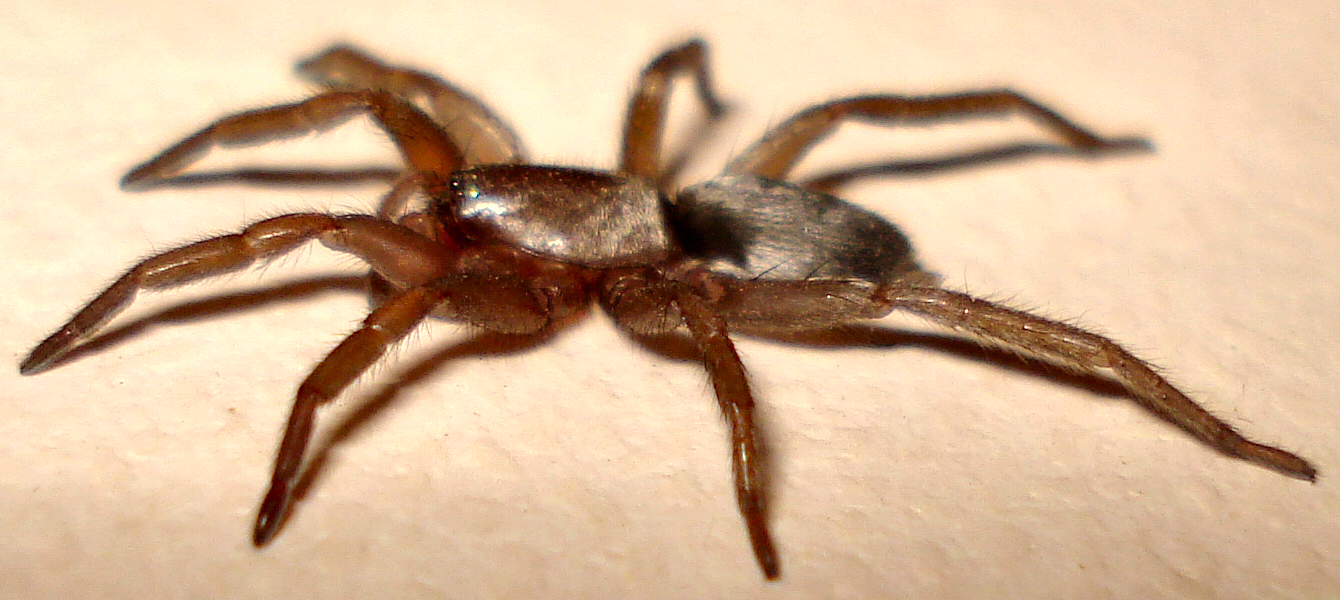
Lateralansicht eines Weibchens
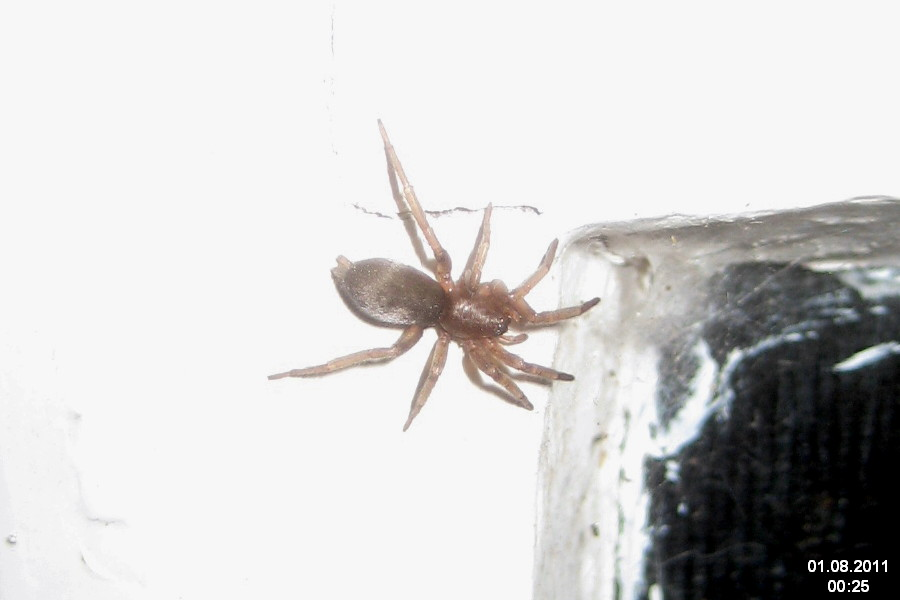
Rückansicht eines Weibchens
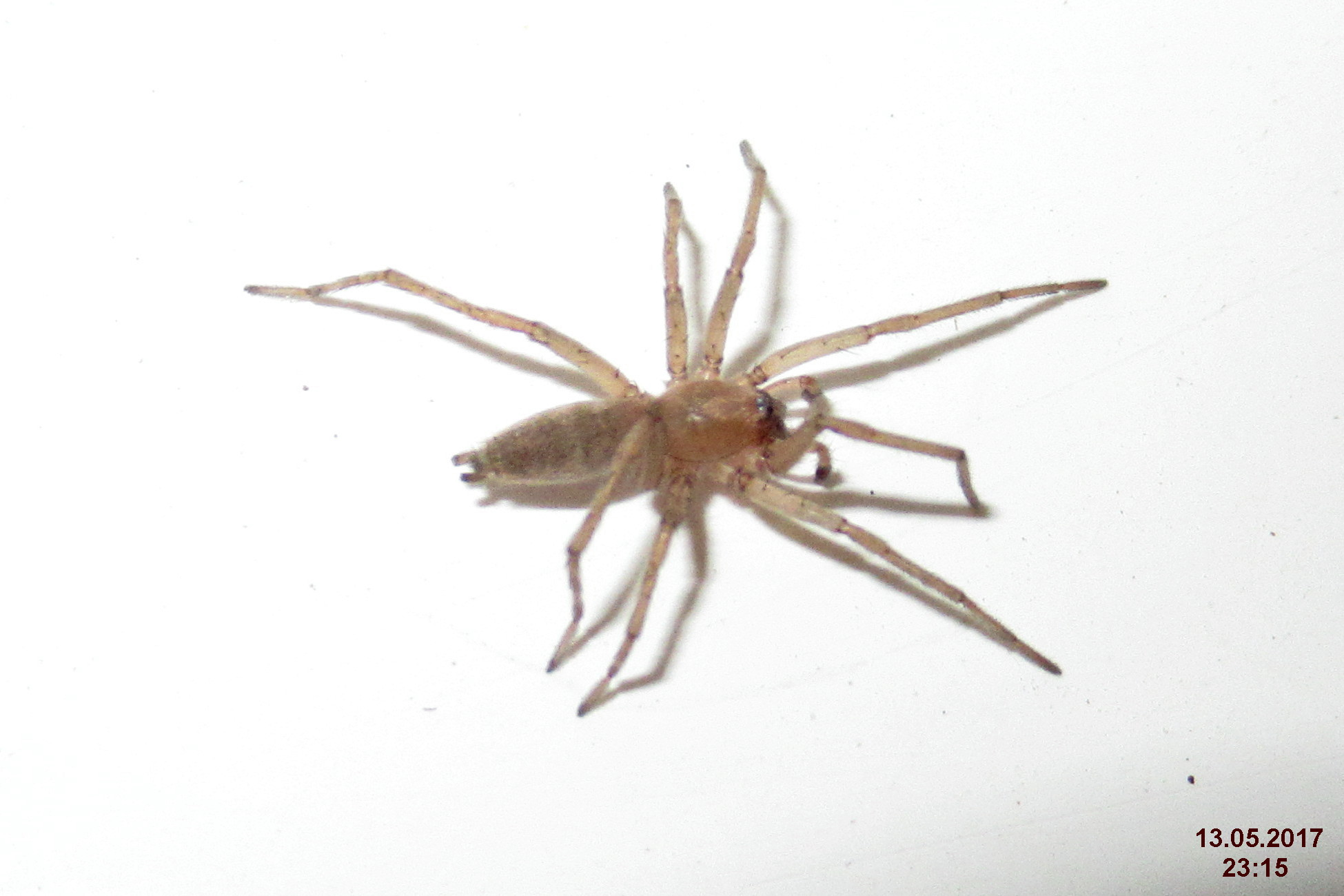
Dorsalansicht eines Männchens
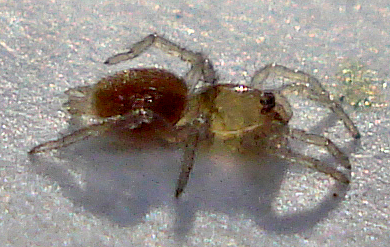
Jungtier in einer der ersten Fresshäute